# Strada statale 659 di Valle Antigorio e Val Formazza
La strada statale 659 di Valle Antigorio e Val Formazza (SS 659) è una strada statale italiana che percorre le valli omonime.

## Percorso
Ha inizio nel comune di Crevoladossola dalla strada statale 33 del Sempione e percorre nella loro interezza le valli Antigorio e Formazza, attraversando i territori comunali di Crodo, Baceno, Premia e Formazza.

## Storia
In passato la strada era classificata come strada provinciale 72 di Valle Antigorio e Formazza (SP 72) e con il decreto del Ministro dei lavori pubblici 20 del 31 luglio 1986 venne classificata come strada statale con i seguenti capisaldi di itinerario: "Innesto strada statale n. 33 presso Crevoladossola - Baceno - Confine di Stato con la Svizzera al passo di San Giacomo".
Il 24 dicembre 2008 è stata aperta, presso Foppiano, una variante comprendente la galleria elicoidale Le Casse lunga 3080 metri che permette di evitare il precedente percorso a tornanti, superando un dislivello di circa 200 metri. Gallerie stradali elicoidali sono rarissime, al contrario di quelle ferroviarie, piuttosto diffuse.
L'ultimo tratto della strada, da Riale al passo di San Giacomo (precisamente dal km 41,700 al km 50,572), nel 2013 è stato declassificato e attualmente ha preso il provvisorio nome di nuova strada ANAS 424 ex SS 659 di Valle Antigorio e Val Formazza.